# Riccardo Cassin
Riccardo Cassin (San Vito al Tagliamento, 2 de gener de 1909 - Piani dei Resinelli, 6 d'agost de 2009) va ser un muntanyenc italià, que va destacar sobretot per les seves ascensions pioneres en els Alps els anys 30, i a l'Himàlaia els 50 i 60; encara que va escalar per tot el món. També va fundar la seva pròpia empresa de material de muntanya.

## Biografia
Va néixer a la regió de Friül, però la mort del seu pare quan era un adolescent va fer que es traslladés a Lecco i comencés a treballar. A Lecco també va començar la seva afició a les muntanyes, primer les properes a la seva ciutat amb el grup conegut com a Ragni di Lecco, però aviat va començar a obrir vies difícils als Alps, com la primera ascensió en 1934 a la Picolissima de les Tres Cims de Lavaredo, l'obertura de la cara nord-est del Piz Badile el 1937, o la primera ascensió de la cara nord de les Grandes Jorasses (massís de Mont Blanc) el 1938. La Segona Guerra Mundial va aturar la seva activitat alpinista i va lluitar contra els nazis com a partisà.
Després de la guerra, el 1954, estava a punt de figurar en l'expedició italiana que finalment va pujar per primera vegada el K2, però va ser apartat per Ardito Desio, el líder de l'expedició, segons Cassin perquè Desio se sentia amenaçat per ell.

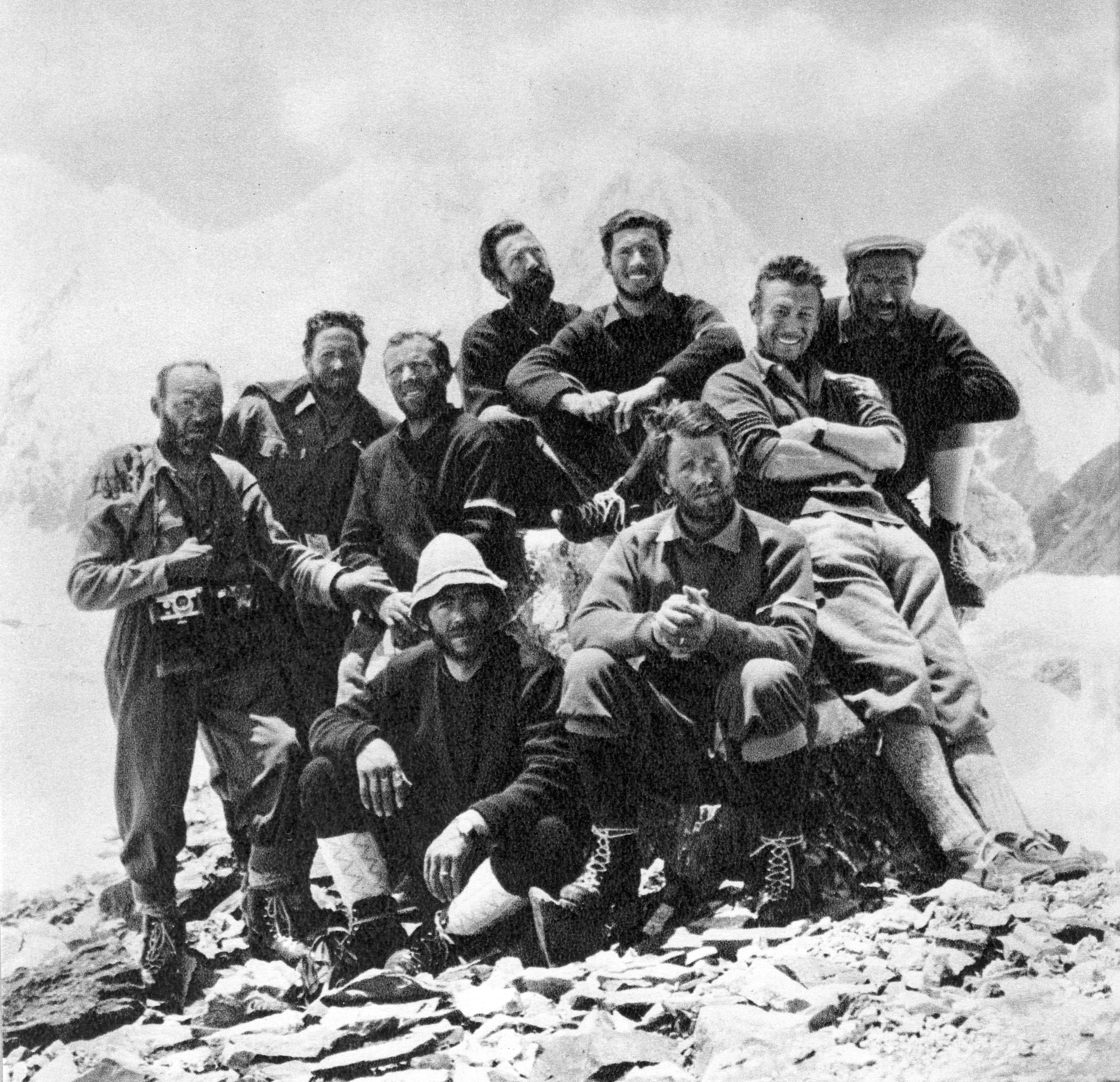
Membres de l'expedició de 1958. Cassin és el primer de l'esquerra.

El 1958 va dirigir l'expedició al Gasherbrum IV en la qual Walter Bonatti i Carlo Mauri van coronar el cim per primera vegada. El 1961 va culminar una de les seves ascensions més conegudes, la de la Denali per la cara sud, una via molt tècnica que va rebre el seu nom (Cassin). El 1975 va ser el cap d'expedició en l'intent frustrat d'ascensió al Lhotse. Va seguir escalant fins als 80 anys.
Va ser nomenat el 1980 com a Gran Oficial de l'Orde al Mèrit de la República Italiana, i el 1999 com Cavaller de Gran Creu de la mateixa Orde.